# Pterotolithus lateoides
Pterotolithus lateoides es una especie de pez de la familia Sciaenidae en el orden de los Perciformes.

## Morfología
• Los machos pueden llegar alcanzar los 50 cm de longitud total.

## Hábitat
Es un pez de clima tropical y bentopelágico.

## Distribución geográfica
Se encuentra en el Océano Pacífico occidental: Indonesia y Malasia.

## Uso comercial
Se comercializa fresco y en salazón, incluyendo la vejiga natatoria.

## Observaciones
Es inofensivo para los humanos.